# 馬場山田村
馬場山田村（ばばやまだむら）は、かつて岐阜県恵那郡にあった村である。
現在の恵那市山岡町馬場山田に該当する。

## 大字・字
- 大字:無し
- 字:三角、一貫平、峯山、青木、亀割、飯高、兼平、八升蒔、松原、南ケ洞、元替戸、小名畔、矢矧下、矢矧、河原田、水口、牛ケげい、新道、前田、なまず、菅洞、中根、丸山、百田、石ケ洞、小玉石、五反田、的場、角替戸、吉原、溝洗、鹽田、唯刈、瀧の上、芋ケ洞、眞菰、大湫、高根澤、茱萸ケ洞、言洞、花白、賢女、市場、岩羽根、坊田、玉角、平坂、和田、徳田、清崎、高美、萬場、岩原、漆坪、中田、堀田、寺尾、狐塚、堤ケ洞、關屋、仁王淵、蝶々洞、九斗蒔、大音寺、鎌田、奈免入、山中、大平、榛の木、燈籠、中平、山際、田澤、飛渡、田中、中長、中芝、麓、姥石、大長洞、山野田、鼠平、山之神、上根通、下根通、陣中、中島、櫻ケ根、大苗代、殿田、おつた切、細畑、釜井、銀杏木、切岸、道鎮、折坂、栃洞、高根、成瀬、大入、道洞、中入、堀、小石原、畑中、牧前、大洞、濱井場

## 歴史
- 平安時代 - 遠山荘の一部
- 鎌倉時代 - 遠山氏の領地
- 江戸時代 - 飯高は尾張藩領。その他は岩村藩領。
- 1889年（明治22年）7月1日 - 町村制により馬場山田村が発足。
- 1897年（明治30年）4月1日 - 上手向村、久保原村と合併し、遠山村が発足。同日馬場山田村は廃止。

## 神社
- 清崎 春日神社 天児屋根命・応神天皇 由緒不詳
- 芋ヶ洞 神明神社 天照大神 創立不詳 貞享元年12月再建
- 金毘羅愛宕秋葉社
- 寿徳稲荷社

## 寺院
- 萬勝寺(飯高観音)(臨済宗妙心寺派)
- 盛久寺 (曹洞宗) 慶長2年 山田村の郷士の後藤新左衛門が開基。岩村町の盛厳寺の末寺。二世の石室全玖が中興。